# Pezoporini
Pezoporini es una tribu de aves psittaciformes perteneciente a la familia Psittaculidae, que contiene a los pericos terrestres y otros periquitos de Australia. Es una de las dos tribus que integran la subfamilia Platycercinae, junto a los pericos de cola ancha (Platycercini).

## Clasificación
La tribu Pezoporini contiene tres géneros:
- Género Neophema
  - Neophema chrysostoma - periquito crisóstomo;
  - Neophema elegans - periquito elegante;
  - Neophema petrophila - periquito roquero;
  - Neophema chrysogaster - periquito ventrinaranja;
  - Neophema pulchella - periquito turquesa;
  - Neophema splendida - periquito espléndido;
- Género Neopsephotus (a veces incluido en Neophema)
  - Neopsephotus bourkii - periquito rosado;
- Género Pezoporus
  - Pezoporus wallicus - perico terrestre oriental;
  - Pezoporus flaviventris - perico terrestre occidental;
  - Pezoporus occidentalis - perico nocturno (anteriormente en Geopsittacus).